# Ruth Kiew

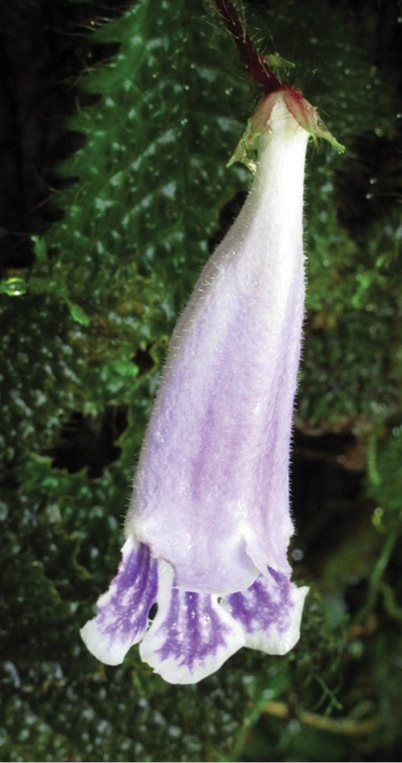
Une fleur de Ridleyandra chuana, espèce décrite par Kiew en 2013

Ruth Kiew, née le 5 mars 1946, est une botaniste anglaise, qui a beaucoup travaillé en Malaisie.
Elle est chargée de l'herbier et de la bibliothèque du Jardin botanique de Singapour, et c'est l'une des grands expertes mondiales sur les bégonias tropicaux.
Elle a étudié à l'Université de Cambridge. Elle développe des activités académiques dans le Département de Biologie de l'Université Pertanian en Malaisie.

## Publications

### Auteur
- 2010, Flora of Peninsular Malaysia: Series II: seed plant, Malayan forest records 49, Forest Research Institute Malaysia,  (ISBN 9675221321)
- 2000, Thuc Vat Tu Nhien o Vinh Ha Long, Con Nguyen Tien Hiep, Wendy Gibbs, Thanh Nien Publ. House, 43 pp.
- 1995, The Taxonomy and Phytochemistry of the Asclepiadaceae in Tropical Asia: Proceedings of Botany 2000 Asia International Seminar and Workshop, Malacca, junio 1994, The Herbarium, Dep. of Biology, Univ. Pertanian Malaysia & Botany 200 Asia, 102 pp.

### Éditrice
- 2012, Wild Orchids of Peninsular Malaysia, avec Peter O'Byrne, Sze Yee Wendy Yong, Leng Guan Saw, photographies de Poh Teck Ong, Ed. MPH Group Publish, 196 pp.  (ISBN 9674150765 et 9789674150761)

## Distinctions
- Nommée membre de la Royal Geographical Society.
- Médaille David Fairchild pour l'Exploration botanique, du National Tropical Botanical Gardens[1]

## Éponymie
- Ridleyandra kiewii (Kiew) A.weber, une espèce de Gesneriaceae, lui est dédiée[3].